# Aspila paradoxus
Aspila paradoxus är en fjärilsart som beskrevs av Augustus Radcliffe Grote 1865. Aspila paradoxus ingår i släktet Aspila och familjen nattflyn. Inga underarter finns listade i Catalogue of Life.